# South Georgia Tormenta Football Club
Il South Georgia Tormenta Football Club, conosciuto anche come South Georgia Tormenta o più semplicemente come Tormenta FC, è un club calcistico professionistico statunitense con base a Statesboro, in Georgia, che disputa le proprie partite casalinghe presso l'Eagle Field, impianto da 3.500 posti a sedere situato nel campus della Georgia Southern University.
Attualmente partecipa alla USL League One, terza divisione del campionato americano.

## Storia
Dopo la fondazione avvenuta nel 2015, il club ha partecipato dal 2016 al 2018 alla Premier Development League, un importante campionato dilettantistico organizzato dalla United Soccer League, e ha disputato il primo incontro casalingo della sua storia il 21 maggio del 2016 davanti ad una folla di 3.105 spettatori.
Il 25 gennaio 2018, il Tormenta è stato il primo club ad essere annunciato come membro fondatore della USL League One, campionato professionistico di terzo livello nel quale la squadra milita tuttora. Il primo incontro del club tra i professionisti, che fu anche la prima partita della storia della neonata lega, si disputò il 29 marzo 2019 a Statesboro, e terminò con una vittoria per 1-0 del Tormenta contro il Greenville Triumph.
Il 27 marzo del 2019 sono iniziati i lavori per la costruzione di un nuovo stadio per la squadra. Dotato di una capienza di 5.300 posti a sedere, l'impianto dovrebbe essere completato in tempo per l'inizio della stagione calcistica 2021.

## Organico

### Rosa 2021
Aggiornata al 29 gennaio 2021.
| N. |                        | Ruolo | Calciatore       |
| -- | ---------------------- | ----- | ---------------- |
| 1  | Cile (bandiera)        | P     | Pablo Jara       |
| 3  | Stati Uniti (bandiera) | D     | Stefan Mueller   |
| 4  | Stati Uniti (bandiera) | D     | Lars Eckenrode   |
| 7  | Austria (bandiera)     | C     | Luca Mayr-Fälten |
| 10 | Italia (bandiera)      | C     | Marco Micaletto  |
| 12 | Stati Uniti (bandiera) | C     | Abuchi Obinwa    |

| N. |                        | Ruolo | Calciatore     |
| -- | ---------------------- | ----- | -------------- |
| 23 | Inghilterra (bandiera) | D     | Curtis Thorn   |
|    | Stati Uniti (bandiera) | A     | Azaad Liadi    |
|    | Scozia (bandiera)      | C     | Craig McCall   |
|    | Spagna (bandiera)      | D     | Sergi Nus      |
|    | Stati Uniti (bandiera) | C     | Kobe Perez     |
|    | Colombia (bandiera)    | D     | Luis Rodríguez |

## Palmarès

### Competizioni nazionali
- USL League One: 1

2022